# Condrita L

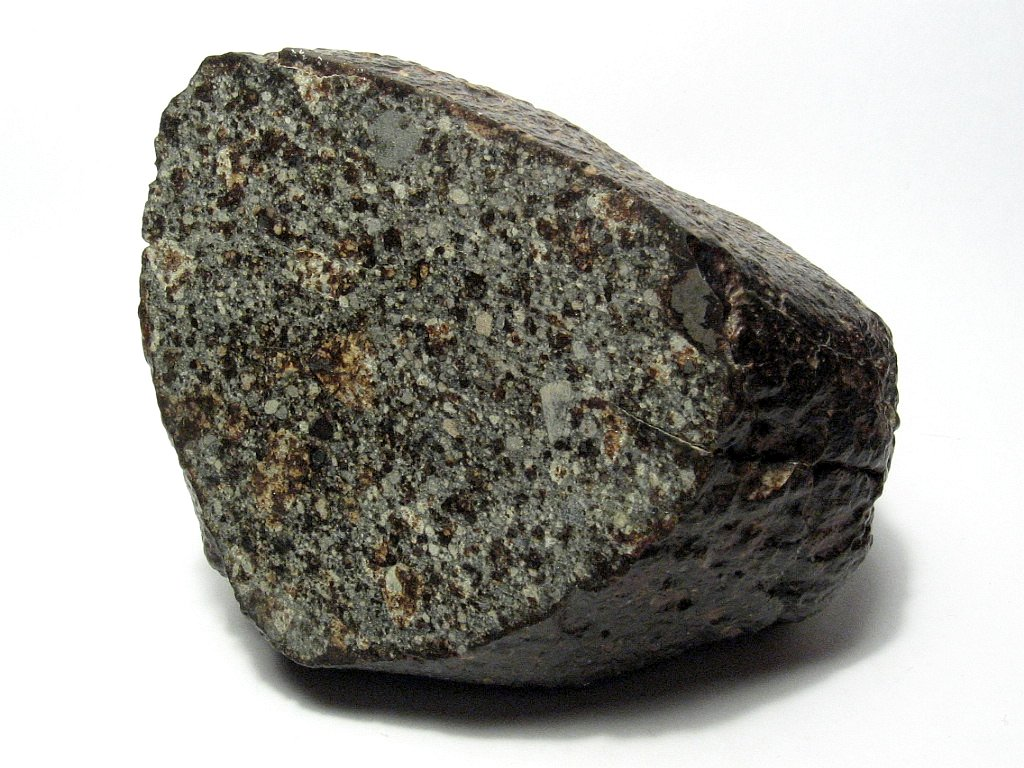
NWA 869, un condrita L4-6

Las condritas ordinarias de tipo L son el segundo grupo más común de meteoritos, representando aproximadamente el 35% de todos los catalogados y el 40% de las condritas ordinarias. Se cree que las condritas ordinarias se originaron a partir de tres asteroides progenitores, con los fragmentos que forman los grupos de condrita H, condrita L y condrita LL respectivamente.

## Nombre
Su nombre proviene de su relativamente baja (low en inglés) abundancia de hierro, con respecto a las condritas H, que tienen aproximadamente 20-25% de hierro por peso.
Históricamente, las condrita L se han denominado condritas de hiperstena o condritas de hiperstena de olivina para los minerales dominantes, pero estos términos están ahora obsoletos.

## Composición química
Característico es el contenido de fayalita en olivina de 21 a 25% en moles. Aproximadamente 4-10% de hierro-níquel se encuentra como un metal libre, haciendo estos meteoritos magnéticos, pero no tan fuertemente como las condritas H.

## Mineralogía
Los minerales más abundantes son la olivina y la hiperstena (un ortopiroxeno), así como el hierro-níquel y la troilita. La cromita, un feldespato rico en sodio y fosfatos de calcio se producen en cantidades menores. Domina el tipo petrológico 6, más del 60% de las condritas L son de esta clase. Esto indica que el cuerpo parental era suficientemente grande (más de 100 kilómetros de diámetro) para experimentar un fuerte calentamiento.

## Evento ordovícico de meteoritos
Muchos de los meteoritos del tipo L pueden tener su origen en el evento meteorológico ordovícico. En comparación con otras condritas, una gran proporción de las condritas L han sido fuertemente conmocionadas, lo que se supone que el cuerpo parental fue catastróficamente interrumpido por un gran impacto. Este evento ha sido datado alrededor de 470 ± 6 millones de años atrás.

## Cuerpo parental
No se conocen el/los cuerpo/s progenitores de este grupo, pero las sugerencias plausibles incluyen (433) Eros y a (8) Flora, o a la  Familia de Flora (astronomía)|familia de Flora en su conjunto. (433) Eros se ha encontrado que tiene un espectro similar, mientras que existen varios pedazos de evidencia circunstancial para la familia de Flora: (1) se piensa que la familia de Flora se formó hace aproximadamente 1000 a 500 millones de años; (2) la familia Flora se encuentra en una región del cinturón de asteroides que contribuye fuertemente al flujo de meteoritos en la Tierra; (3) la familia Flora consiste en asteroides de tipo S, cuya composición es similar a la de los meteoritos condritas; y (4) el cuerpo del padre de la familia de Flora era sobre 100 kilómetros de diámetro.